# 澳門2021年度頒授勳章、獎章和獎狀名單
澳門2021年度頒授勳章、獎章和獎狀名單於2021年12月19日由澳門特別行政區行政長官賀一誠簽署，並於《澳門特別行政區政府公報》公布，共有23位個人或實體分別獲授勳，表揚他們在個人成就、社會貢獻或服務澳門特別行政區方面有傑出的表現。勳章、奬章和奬狀頒授儀式於2022年1月下旬舉行。

## 榮譽勳章
金蓮花榮譽勳章
- 鏡湖醫院
- 崔世昌

## 功績勳章
專業功績勳章
- 中藥質量研究國家重點實驗室（澳門大學）
- 中藥質量研究國家重點實驗室（澳門科技大學）

工商功績勳章
- 余成斌
- 胡達忠

旅遊功績勳章
- 十月初五餅家（澳門）有限公司

教育功績勳章
- 馬許願（Rui Paulo da Silva Martins）

文化功績勳章
- 徐永智
- 歐俊軒

仁愛功績勳章
- 衛生局仁伯爵綜合醫院急診部

體育功績勳章
- 郭建恆

## 傑出服務獎章
英勇獎章
- 警察總局民防行動中心
- 治安警察局澳門警務廳
- 治安警察局海島警務廳
- 治安警察局特警隊
- 司法警察局危機應變指揮中心

勞績獎章
- 市政署化驗處

社會服務獎章
- 澳門緬華互助會
- 張麗珍

## 獎狀
功績獎狀
- 陳裕嘉
- 陳珮琳